# Antoni Tort i Rocavert
Antoni Tort i Rocavert   (Castellar del Vallès, 1887 - Castellar del Vallès, 1981) fou el batlle de Castellar del Vallès durant la 2a república.
Les eleccions municipals de 12 d'abril de 1931 a Castellar del Vallès, configuraren un consistori amb una àmplia majoria de regidors d'ERC encapçalats per Antoni Tort i es constitueix un ajuntament governat per les esquerres, les quals obtingueren millors resultats que la candidatura de la Lliga Catalanista. La successió d'esdeveniments, feren que es proclamés la República espanyola, que a Castellar es feu des de la seu de l'antic ajuntament al carrer major, on fou hissada la bandera republicana i es cantà els segadors.
Del seu mandat destaca la construcció de les escoles nacionals de Castellar del Vallès (de titularitat pública), l'emmurallament de la finca de cal Calissó, la construcció de la font i modernització de la Plaça Major, així com la renovació de les voravies i l'enllumenat del Passeig. El nou govern municipal, també va aprovar la denominació oficial de Castellar del Vallès, eliminant la terminologia religiosa anterior relativa a Sant Esteve. També fou el govern que presidia Tort, el que impulsà la Federació de Municipis Catalans, una organització que aglutinava a diferents batlles catalans i que creada l'any 1931 tenia a com principal front la lluita contra la normativa estatal provinent de la monarquia, que regulava les hisendes municipals.
Les eleccions municipals de 1934, suposarien una nova victòria d'ERC, que obtindria 1000 vots, per 500 que obtindria la lliga. Una data important en la història política de Tort fou el 6 d'octubre de 1934 quan des del balcó de l'ajuntament es proclamaria l'Estat Català i la República Federal Catalana. Foren hissades les banderes i el pregoner ho anuncià el vespre pels carrers de la vila. En els dies posteriors, el capità delegat del govern a Sabadell, destituïa l'ajuntament i creava una gestora encapçalada pel mateix Tort. Després de les eleccions a les corts, el febrer de 1936, es restituiria l'ajuntament i el 3 de maig d'aquell any, l'alcalde-gestor convocaria una sessió extraordinària del mateix per designar els càrrecs. De totes maneres alguns autors, assenyalen que tot i el suport institucional que Tort dona a la proclamació de Lluís Companys i Jover, va aconseguir dissuadir a molts castellerencs que s'apuntaven voluntaris a defensar la nació catalana, tal com demanava la Generalitat, evitant així la seva detenció i empresonament al vaixell uruguai.
L'esclat de la guerra civil espanyola suposa la creació dels Comités antifeixistes i una pèrdua de competències municipals. Un altre fet històric del mandat de Tort, fou quan el govern municipal, va emetre moneda divisionària local, enfront del caos econòmic existent en el bàndol republicà. El 19 de març de 1937, per acord municipal es creà el Paper moneda de Castellar del Vallès en forma de bitllets d'una pesseta i monedes de cartró-cuir o fibra de 25, 10 i 5 cèntims, amb un import total de 45.000 pessetes.
Acabada la guerra civil, Tort s'exilia a França, i torna a Castellar als anys 50 on hi viuria fins a la seva mort l'any 1981.